# Collroig
El Collroig és una muntanya de 342 metres que es troba entre els municipis de Marçà i el Masroig, a la comarca catalana del Priorat.
Al cim podem trobar-hi un vèrtex geodèsic (referència 255138001).